# دغة (وزينة)
دغة هي قرية في مقاطعة سردشت، إيران. عدد سكان هذه القرية هو 179 في سنة 2006.